# Asten (Pays-Bas)
Pour les articles homonymes, voir Asten.
Asten est une commune et un village des Pays-Bas de la province du Brabant-Septentrional.

## Localités
- Asten
- Heusden
- Ommel